# Sealand
Sealand (/ˈsiːˌlænd/), tên chính thức là Thân vương quốc Sealand (tiếng Anh: Principality of Sealand) là một vi quốc gia nằm trên pháo đài biển Roughs ở biển Bắc, cách bờ biển Suffolk 12 km. Pháo đài này được xây dựng như một bệ súng phòng không của người Anh trong Thế chiến II.
Kể từ năm 1967, pháo đài Roughs, khi đó ngừng hoạt động, đã bị chiếm đóng bởi gia đình và cộng sự của Paddy Roy Bates, người cho rằng đây là một quốc gia độc lập có chủ quyền. Bates đã tịch thu nó từ một nhóm các đài phát thanh hải tặc vào năm 1967 với ý định thiết lập đài phát thanh của riêng mình tại địa điểm này. Ông đã cố gắng thành lập một quốc gia vào năm 1975 với việc soạn thảo hiến pháp quốc gia và thiết lập các biểu tượng quốc gia khác.
Mặc dù được mô tả là quốc gia nhỏ nhất thế giới, Sealand không được chính thức công nhận bởi bất kỳ quốc gia có chủ quyền nào, bất chấp tuyên bố của chính phủ Sealand rằng nó đã được Anh Quốc và Đức công nhận trên thực tế. Công ước Liên Hợp Quốc về Luật Biển, có hiệu lực từ năm 1994, tuyên bố rằng: "Các đảo, công trình và cấu trúc nhân tạo không có vị thế của các đảo. Chúng không có lãnh hải của riêng chúng và sự hiện diện của chúng không ảnh hưởng đến việc phân định của lãnh hải, vùng đặc quyền kinh tế hoặc thềm lục địa." Kể từ năm 1987, Sealand nằm trong vùng lãnh hải của Vương quốc Anh.
Paddy Roy Bates chuyển vào đất liền khi ông già đi và phong con trai ông, Michael Bates, làm nhiếp chính. Ông qua đời vào tháng 10 năm 2012 ở tuổi 91. Michael sống ở Suffolk, nơi ông và các con trai của mình điều hành một doanh nghiệp câu cá của gia đình có tên là Fruits of the Sea.

## Lịch sử

### Pháo đài Roughs
Vào năm 1943, trong Thế chiến II, pháo đài Roughs (đôi khi được gọi là Tháp Roughs) được Vương quốc Anh xây dựng, là một trong những Pháo đài Maunsell, chủ yếu để bảo vệ các tuyến đường vận chuyển quan trọng trong các cửa sông gần đó chống lại máy bay phóng lôi của Kriegsmarine (Đức Quốc xã). Nó bao gồm một cơ sở phao nổi với cấu trúc thượng tầng gồm hai tháp rỗng được nối với nhau bằng một sàn mà trên đó các cấu trúc khác có thể được thêm vào. Pháo đài được kéo đến một vị trí phía trên bãi cát Rough. Nó có khoảng cách 7 hải lý (13 km) từ bờ biển Suffolk, bên ngoài tuyên bố 6 km của Vương quốc Anh và do đó, nằm trong vùng biển quốc tế. Công trình này đã bị chiếm giữ bởi 150 nhân viên Hải quân Hoàng gia trong suốt Thế chiến II.

### Sự chiếm giữ và thành lập
Tháp Roughs đã bị chiếm đóng vào tháng 2 và tháng 8 năm 1965 bởi Jack Moore và con gái Jane. Vào ngày 2 tháng 9 năm 1967, pháo đài bị chiếm bởi Thiếu tá Paddy Roy Bates, một phát thanh viên của đài phát thanh hải tặc Anh, người đã đẩy một nhóm phát thanh viên cướp biển vào cuộc cạnh tranh. Bates dự định phát sóng đài phát thanh cướp biển của mình - được gọi là Đài phát thanh Essex - từ nền pháo đài. Mặc dù có các thiết bị cần thiết, nó chưa bao giờ bắt đầu việc phát sóng.
Bates tuyên bố sự độc lập của Tháp Roughs và coi đó là "Thân vương quốc Sealand". Năm 1968, các công nhân người Anh đã xâm nhập vào lãnh hải mà Bates tuyên bố là của mình để phục vụ một chiếc phao điều hướng gần sân ga. Michael Bates (con trai của Paddy Roy Bates) đã cố gắng hù dọa các công nhân bằng cách bắn phát súng cảnh cáo từ pháo đài. Vì Bates là một đối tượng đáng chú ý của người Anh vào thời điểm đó, ông đã được triệu tập tới tòa án ở Anh về tội bắn súng sau vụ việc. Nhưng khi tòa án phán quyết rằng pháo đài (mà Bates hiện đang gọi là "Sealand") nằm ngoài giới hạn lãnh thổ của Anh, nằm ngoài giới hạn 3 hải lý (6 km) của nước này, vụ việc không thể tiến hành. Năm 1975, Bates đã soạn thảo một bản hiến pháp cho Sealand, tiếp theo là quốc kỳ, quốc ca, tiền tệ và hộ chiếu.

#### Vụ tấn công năm 1978
Vào tháng 8 năm 1978, Alexander Achenbach, người tự nhận mình là Thủ tướng Sealand, đã thuê một số lính đánh thuê người Đức và Hà Lan và lãnh đạo một cuộc tấn công vào Sealand trong khi Bates và vợ đang ở Anh. Achenbach không đồng ý với Bates về kế hoạch biến Sealand thành một khách sạn và sòng bạc sang trọng với các doanh nhân người Đức và Hà Lan. Sau đó lực lượng của Achenbach xông vào Sealand bằng tàu cao tốc, mô tô nước và máy bay trực thăng rồi bắt Michael, con trai của Bates, làm con tin. Bằng vũ khí được cất trữ trên pháo đài, Michael thành công tái chiếm được Sealand và bắt giữ Achenbach cùng nhóm lính đánh thuê. Achenbach, một luật sư người Đức có hộ chiếu Sealand, bị buộc tội phản quốc Sealand và bị giam giữ trừ khi ông này trả cho Sealand 75.000 Mác Đức (hơn 35.000 Đô la Mỹ hoặc 23.000 Bảng Anh). Sau đó, Đức đã cử một nhà ngoại giao từ đại sứ quán London tới Sealand để đàm phán về việc thả Achenbach. Roy Bates chấp thuận đề nghị này sau vài tuần đàm phán và sau đó tuyên bố rằng chuyến thăm của nhà ngoại giao đã cấu thành sự công nhận trên thực tế của Đức đối với Sealand.

### Đám cháy năm 2006
Vào chiều ngày 23 tháng 6 năm 2006, Tháp Roughs bị cháy do một sự cố về điện. Một máy bay trực thăng cứu hộ của Không quân Hoàng gia Anh đã đưa một người đến bệnh viện Ipswich, trực tiếp từ pháo đài. Xuồng cứu sinh Harwich đã ở bên Tháp Roughs cho đến khi đám cháy được dập tắt. Tất cả các tổn thất đã được khôi phục vào tháng 11 năm 2006.

### Cái chết của nhà sáng lập
Roy Bates bị bệnh Alzheimer trong nhiều năm và qua đời ở tuổi 91 vào ngày 9 tháng 10 năm 2012. Michael, con trai ông, trở thành Thân vương kế nhiệm cha. Vợ của Roy Bates là bà Joan Bates, đã mất trong một viện dưỡng lão Essex ở tuổi 86 vào ngày 10 tháng 3 năm 2016, bốn năm sau cái chết của chồng mình.

Bản đồ Sealand và Vương quốc Anh, với tuyên bố lãnh hải 6 km, về sau là 22 km.

## Tình trạng pháp lý
Tuyên bố rằng Sealand là một quốc gia độc lập có chủ quyền dựa trên sự giải thích về quyết định năm 1968 của tòa án Anh, trong đó người ta cho rằng Tháp Roughs nằm trong vùng biển quốc tế và do đó nằm ngoài thẩm quyền của tòa án trong nước.
Năm 1987, Anh mở rộng lãnh hải từ 3 đến 12 hải lý (6 đến 22 km). Sealand hiện nằm trong vùng biển của Anh. Vương quốc Anh là một trong 165 bên tham gia Công ước Liên hợp quốc về Luật biển (có hiệu lực từ năm 1994), trong đó nêu trong Phần V, Điều 60, rằng "Đảo nhân tạo, công trình và cấu trúc không có vị thế của các đảo, chúng không có lãnh hải của riêng mình và sự hiện diện của chúng không ảnh hưởng đến việc phân định lãnh hải, vùng đặc quyền kinh tế hoặc thềm lục địa." Theo ý kiến của học giả luật John Gibson, có rất ít khả năng Sealand sẽ được công nhận là một quốc gia vì đây là một công trình nhân tạo.

## Sự quản lý
Bất kể địa vị pháp lý của nó, Sealand được quản lý bởi gia đình Bates như thể nó là một thực thể có chủ quyền được công nhận và họ là người cai trị hoàng gia, cha truyền con nối. Roy Bates tự phong mình là "Thân vương Roy" và vợ mình là "Vương phi Joan". Con trai của họ được gọi là "Hoàng tử Hoàng gia Michael" và được gia đình Bates gọi là "Thân vương nhiếp chính" từ năm 1999. Trong vai trò này, ông đảm nhiệm cả hai chức vụ Nguyên thủ quốc gia và Người đứng đầu chính phủ Sealand.
Tại một hội nghị vi quốc gia do Đại học Sunderland tổ chức năm 2004, người đại diện cho Sealand là James, con trai của Michael Bates.
Hiến pháp của Sealand được thành lập vào năm 1974. Nó bao gồm một lời mở đầu và bảy điều. Lời mở đầu khẳng định sự độc lập của Sealand, các điều luật liên quan đến vị thế của Sealand với tư cách là một chế độ quân chủ lập hiến, trao quyền cho văn phòng chính phủ, vai trò của một thượng viện tư vấn, việc bổ nhiệm, chức năng của một tòa án tư vấn, bổ nhiệm vũ khí ngoại trừ bởi các thành viên của một "Vệ binh vùng biển" được chỉ định.
Hệ thống pháp luật của Sealand tuân theo Thông luật của Anh và các đạo luật dưới hình thức nghị định được ban hành bởi quân chủ. Sealand đã cấp "hộ chiếu giả tưởng" (theo thuật ngữ của Hội đồng Liên minh châu Âu), không có giá trị đối với du lịch quốc tế và giữ kỷ lục Guinness về "khu vực nhỏ nhất khẳng định vị thế quốc gia". Khẩu hiệu của Sealand là E Mare Libertas (Từ biển, Tự do). Nó xuất hiện trên các vật phẩm Sealand - như tem, hộ chiếu và tiền xu - và là tiêu đề của quốc ca Sealand. Bản quốc ca được sáng tác bởi Basil Simonenko người London và không có lời. Năm 2005, bản quốc ca đã được Dàn nhạc Giao hưởng Đài phát thanh Slovakia ghi âm lại và phát hành trên CD National Anthems of the World, Vol. 7: Qatar - Syria.

## Kinh tế
Sealand đã tham gia vào một số hoạt động thương mại, bao gồm phát hành tiền xu và tem bưu chính và thành lập một cơ sở lưu trữ Internet ngoài khơi, hoặc "thiên đường dữ liệu". Sealand cũng xuất bản một tờ báo trực tuyến, Tin tức Sealand. Ngoài ra, một số vận động viên nghiệp dư "đại diện" cho Sealand trong các sự kiện thể thao, bao gồm các sự kiện độc đáo như Giải vô địch ném trứng thế giới, mà đội của Sealand đã vô địch vào năm 2008.

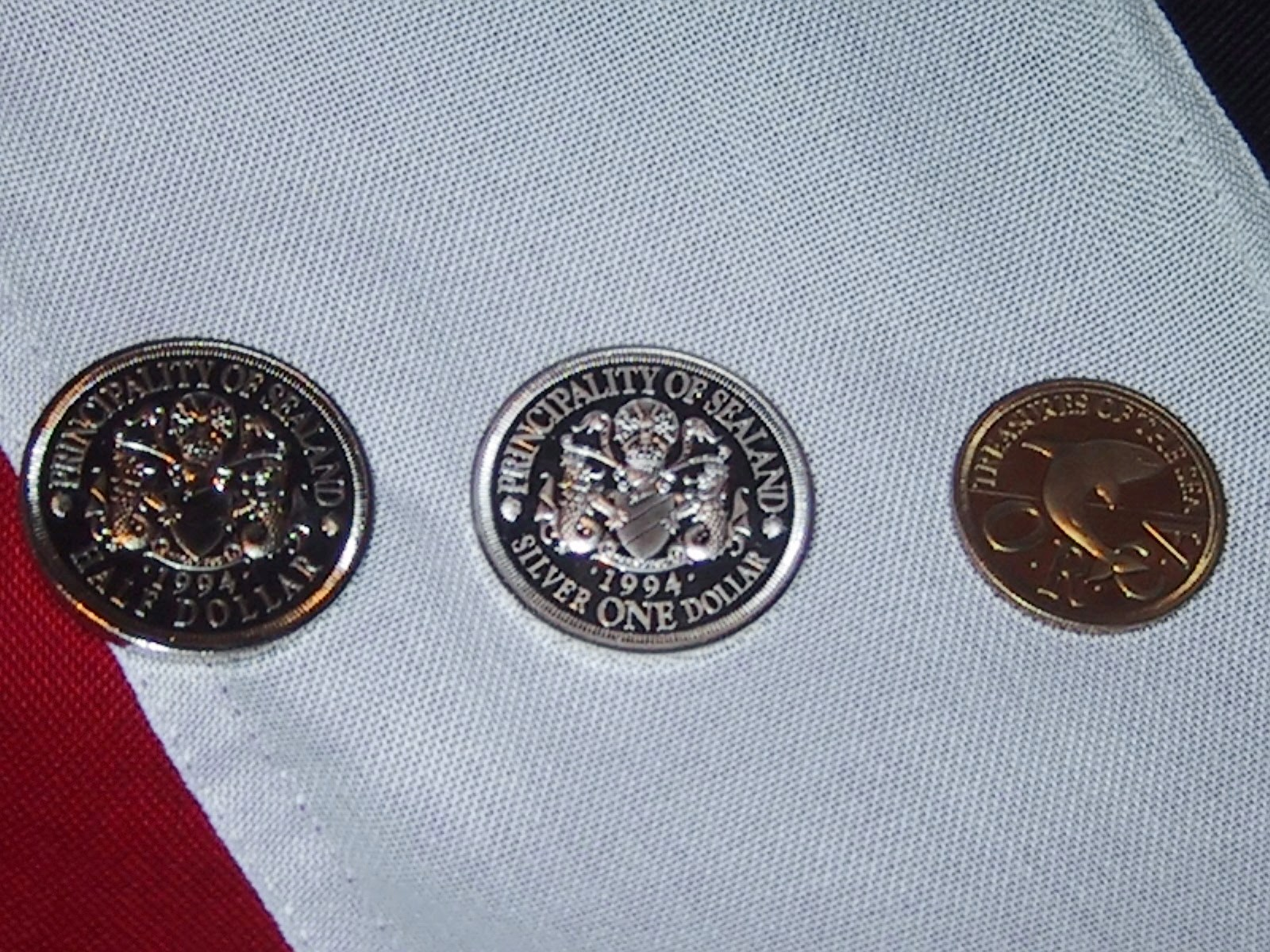
Các đồng xu của Sealand

### Tiền xu và tem
Vài chục đồng tiền Sealand khác nhau đã được đúc từ năm 1972. Đầu những năm 1990, nhóm người Đức của Achenbach cũng sản xuất một đồng tiền, có hình giống như ''Thủ tướng Seiger''. Đơn vị tiền tệ của Sealand là ''Dollar Sealand'', có giá trị ngang bằng với đồng đô la Mỹ. Sealand lần đầu tiên phát hành tem bưu chính vào năm 1969 và phát hành vào năm 1977. Không có tem nào được sản xuất cho đến năm 2010. Sealand không phải là thành viên của Liên minh Bưu chính Thế giới, do đó, địa chỉ bên trong của nó là một hộp thư bưu điện ở Ipswich, Anh. Khi một vật phẩm được gửi đến văn phòng chính phủ và khách du lịch của Sealand, nó sẽ được đưa đến Sealand. Sealand chỉ có một địa chỉ đường phố, The Row.

### HavenCo
Năm 2000, sự chú ý trên toàn thế giới đã hướng về Sealand sau khi thành lập một thực thể mới có tên HavenCo, một thiên đường dữ liệu, nắm quyền kiểm soát chính tháp Roughs. Ryan Lackey, đồng sáng lập của Haven và là người tham gia chính ở nước này, đã rời HavenCo trong hoàn cảnh khắc nghiệt vào năm 2002, với lý do bất đồng với gia đình Bates về quản lý công ty. Trang web HavenCo đã hoạt động ngoại tuyến vào năm 2008.

## Thể thao
Sealand không được công nhận bởi bất kỳ cơ quan thể thao quốc tế lớn nào và dân số của nó không đủ để duy trì một đội gồm toàn bộ những người Sealand trong bất kỳ môn thể thao đồng đội nào. Tuy nhiên, Sealand tuyên bố có các vận động viên quốc gia chính thức, bao gồm cả những người không đến từ Sealand. Những vận động viên này tham gia vào các môn thể thao khác nhau, chẳng hạn như curling, bóng đá, đấu kiếm, bóng bàn và điền kinh, mặc dù tất cả các đội của nó thi đấu ngoài nước.
Sealand tuyên bố rằng vận động viên chính thức đầu tiên của họ là Darren Blackburn ở Oakville, Ontario, Canada. Blackburn đã đại diện cho Sealand tại một số sự kiện thể thao địa phương, bao gồm cả marathon và các cuộc đua ngoài đường. Năm 2004, vận động viên leo núi Slader Oviatt mang cờ Sealand lên đỉnh Muztagh Ata. Cũng trong năm 2007, Michael Martelle đại diện cho Thân vương quốc Sealand trong Giải vô địch Kung Fu thế giới, được tổ chức tại thành phố Quebec, Canada; mang danh hiệu Athleta Principalitas Bellatorius (Vận động viên và nhà vô địch võ thuật chính), Martelle đã giành được hai huy chương bạc, trở thành vận động viên Sealand đầu tiên xuất hiện trên bục vô địch thế giới.
Vào năm 2008, Sealand đã tổ chức một sự kiện trượt ván với Church và East được tài trợ bởi Red Bull.
Năm 2009 và 2010, Sealand đã cử các đội tham gia một số giải đấu câu lạc bộ ném đĩa bay ở Vương quốc Anh, Ireland và Hà Lan. Họ đứng thứ 11 tại giải Vương quốc Anh toàn quốc vào năm 2010.
Ngày 22 tháng 5 năm 2013, nhà leo núi Kenton Cool đã cắm một lá cờ Sealand lên đỉnh núi Everest.
Năm 2015, vận động viên chạy Simon Messenger đã đại diện Sealand chạy nửa chặng marathon (21.1 km) để thực hiện thử thách "vòng quanh thế giới trong 80 lần chạy" của mình.
Tháng 8 năm 2018, vận động viên bơi lội chuyên nghiệp Richard Royal trở thành người đầu tiên bơi một chặng đường 12 km từ Sealand vào đất liền, thời gian bơi hết 3 giờ 29 phút. Trước giờ bơi, ông Royal đã có chuyến thăm tới Sealand để xin con dấu trên hộ chiếu. Từ trên ghế thủy thủ trưởng (bosun's chair), ông nhảy xuống nước và ra hiệu bắt đầu bơi. Ông hoàn thành chặng bơi tại bãi biển Felixstowe, hạt Suffolk. Thân vương Michael đã ban Huân chương Quân lực của Thân vương Sealand cấp bậc Officer cho ông Richard Royal sau đó.

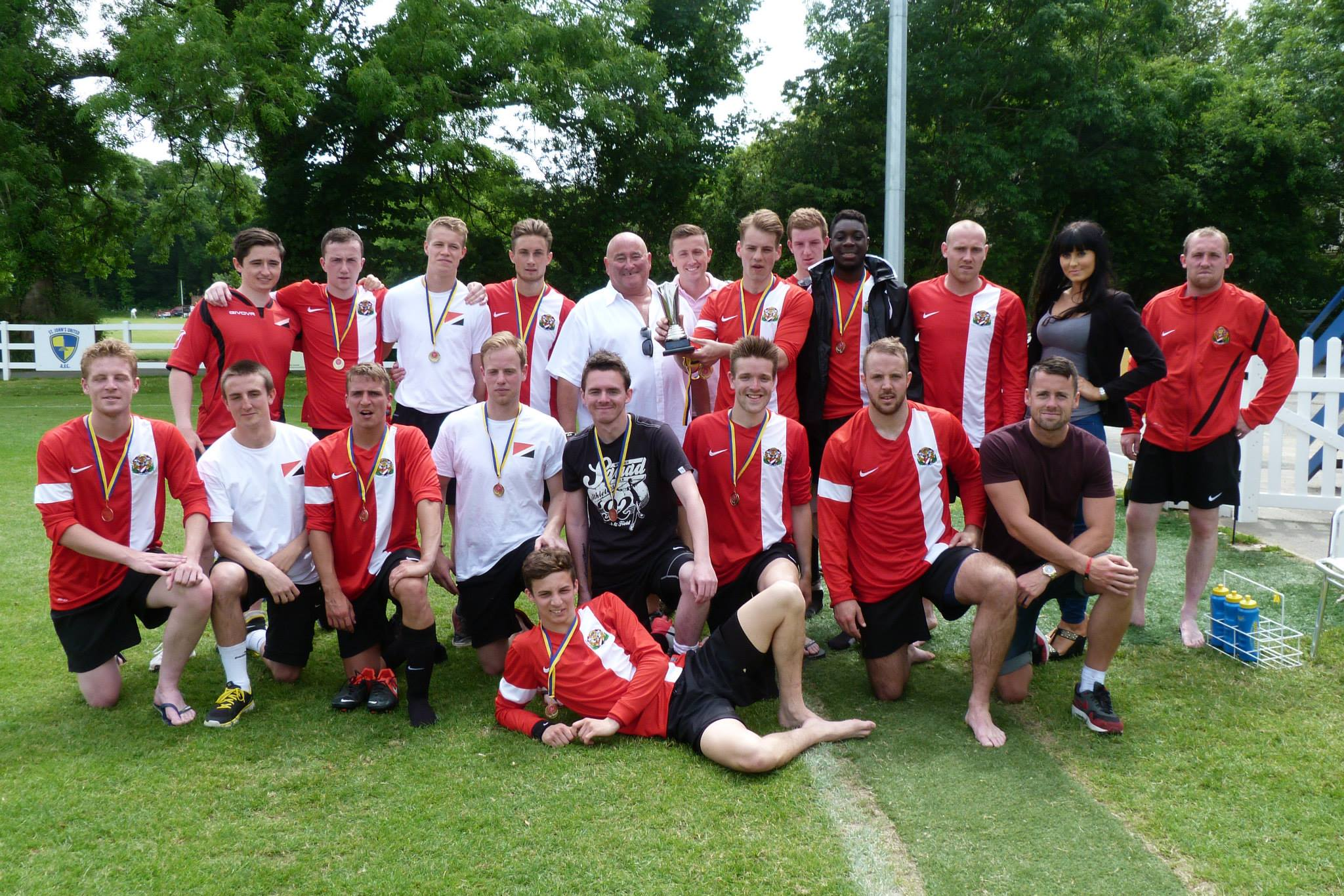
Đội bóng đá Sealand với gia đình Bates

### Bóng đá
Liên đoàn bóng đá Sealand là một thành viên của NF-Board, một liên đoàn bóng đá cho các quốc gia không được công nhận và các quốc gia không phải là thành viên của FIFA. Nó quản lý đội tuyển bóng đá quốc gia Sealand. Vào năm 2004, đội tuyển quốc gia đã tham gia trận đấu quốc tế đầu tiên với đội tuyển bóng đá quốc gia Quần đảo Åland, và hòa 2 – 2.